# Pale Saints
I Pale Saints sono stati un gruppo musicale inglese di dream pop e shoegaze formatosi a Leeds nel 1987.
La formazione originaria era composta da Ian Masters (basso/voce), Graeme Naysmith (chitarra), e Chris Cooper (batteria). Nel 1990 si aggiunse Meriel Barham, in precedenza nel gruppo dei Baby Machines, diventato poi Lush.
Nella loro carriera hanno pubblicato in totale 3 album tutti per la 4AD.

## Storia
Nell'aprile 1987 il chitarrista Graeme Naysmith e il batterista Chris Cooper contattano Ian Masters, che aveva pubblicato un annuncio con il quale si proponeva di incontrare dei musicisti che apprezzassero band come Dead Can Dance e Television. Così si forma il nucleo dei Pale Saints. I primi anni di attività riguardano soprattutto concerti tenuti a Leeds e dintorni e qualche demo registrata in lo-fi. I riscontri positivi, però, non tardano ad arrivare e così la band fa da supporto ai Lush in occasione di un loro concerto a Londra. Qui incontrano Ivo Watts-Russell, proprietario della 4AD, che offre subito un contratto al trio.
Nel 1989 la 4AD pubblica l'esordio dei Pale Saints, rappresentato dall'EP Barging Into the Presence of God, dalla reminiscenze darkwave e shoegaze. Nel frattempo entra in gruppo anche Ashley Horner (già Edsel Auctioneer).
L'anno successivo avviene il debutto su album con The Comforts of Madness. Il disco viene prodotto a quattro mani da John Fryer e Gil Norton. Nello stesso 1990 Meriel Barham (originaria cantante dei Lush) entra nel gruppo come seconda chitarrista e voce. Segue la pubblicazione degli EP Half-Life e Flesh Ballon.
Nel 1992 il gruppo registra e pubblica In Ribbons, secondo album ufficiale, prodotto da Hugh Jones. In esso sono presenti, oltre alle ormai consuete atmosfere shoegaze, divagazioni di stampo noise pop e alt rock. Dopo il tour del 1993 Masters, fondatore e frontman del gruppo, decide di lasciare i suoi compagni. I restanti componenti non si perdono d'animo e ingaggiano la bassista Colleen Browne (proveniente dagli Heart Throbs), mentre Meriel Barham diventa la voce principale.
Cambia anche lo stile della band, che si avvicina a questo punto ad un sound influenzato dal grunge e dal post rock.
Nel 1994 esce l'EP Fine Friend, che anticipa di poco il disco Slow Buildings (1994). L'assenza di Ian Masters, compositore della maggior parte dei brani fino a quel periodo, si fa sentire, ma anche se il disco appare privo di mordente, non mancano brani di forte impatto emotivo.
L'esperienza dei Pale Saints si chiude qui, e la band si scioglie ufficialmente nel 1996 (già nel 1995 Barham aveva lasciato). L'ultima registrazione in studio è una versione di Jersey Girl di Tom Waits, inclusa nell'album tributo Step Right Up: The Songs of Tom Waits.

## Dopo lo scioglimento
I vari componenti proseguono dal 1997 la loro attività nel mondo della musica.
Graeme Naysmith e Chris Cooper fondano i Lorimen e in seguito si aggiungono ai The Terminals, band che poi cambia nome in Cyanide Pills.
Meriel Barham si cimenta in una carriera solista sotto lo pseudonimo Kuchen. Con questo nome pubblica due album nei primi anni 2000 per la label tedesca Karaoke Kalk.
Ian Masters, invece, prima si ritira completamente, iniziando a girare il mondo (Stati Uniti, Brasile) prima di stabilizzarsi (dal 2005) in Giappone. Nel contempo si cimenta in una serie di collaborazioni e progetti di impronta sperimentale. In una di queste (insieme all'ex-A.C. Temple Chris Tout) realizza l'album Hibernation Shock (1996) sotto il nome Spoonfed Hybrid. Con questo gruppo produce dei lavori fino al 2007. Ha collaborato anche con His Name Is Alive, Luminous Orange e Dive Index.
Colleen Browne va a suonare con Warm Jets e Rialto.
Horner diventa produttore cinematografico.

## Formazione
- Ian Masters - voce, basso (1987-1993)
- Graeme Naysmith - chitarra (1987-1996)
- Chris Cooper - batteria (1987-1996)
- Meriel Barham - chitarra, voce (1990-1995)
- Colleen Browne - basso (1993-1996)
- Ashley Horner - chitarra (1989-?)

## Discografia

### Album
- 1990 - The Comforts of Madness
- 1992 - In Ribbons
- 1994 - Slow Buildings

### Raccolte
- 1990 - Mrs. Dolphin (solo in Giappone)

### EP
- 1989 - Barging into the Presence of God
- 1990 - Half-Life
- 1991 - Flesh Balloon
- 1994 - Fine Friend

### Singoli
- 1988 - Children Break
- 1991 - Porpoise
- 1992 - Throwing Back the Apple